# 1998년 동계 올림픽 피겨스케이팅

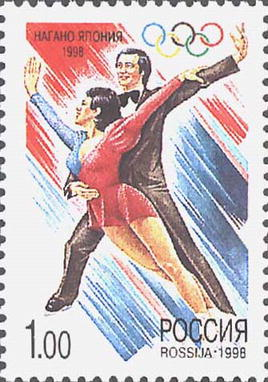

1998년 동계 올림픽 피겨스케이팅 경기는 1998년 2월 8일부터 2월 21일까지 일본 나가노에서 열렸다. 1994년 대회부터 형식이나 점수 제도에는 변화가 없었다.
이 대회는 다음과 같이 개최되었다:
- 페어: 1998년 2월 8일 - 10일
- 남자 싱글: 1998년 2월 12일 - 14일
- 아이스댄싱: 1998년 2월 13일 - 16일
- 여자 싱글: 1998년 2월 18일 - 20일
- 갈라쇼: 1998년 2월 21일

## 메달리스트
| 종목       | 금                                                 | 은                                                   | 동                                           |
| ---------- | -------------------------------------------------- | ---------------------------------------------------- | -------------------------------------------- |
| 남자 싱글  | 일리아 쿨리크 · 러시아                             | 엘비스 스토이코 · 캐나다                             | 필리프 칸델로로 · 프랑스                     |
| 여자 싱글  | 타라 리핀스키 · 미국                               | 미셸 콴 · 미국                                       | 천루 · 중화인민공화국                        |
| 페어       | 옥사나 카자코바 · / 아르투르 드미트리에프 · 러시아 | 옐레나 베레즈나야 · / 안톤 시하룰리제 · 러시아       | 만디 뵈첼 · / 인고 스테우어 · 독일           |
| 아이스댄싱 | 옥사나 그리슈크 · / 에브게니 플라토프 · 러시아     | 안젤리카 크릴로바 · / 올레그 오브시얀니코츠 · 러시아 | 마리나 아니시나 · / 그벤달 페이제라 · 프랑스 |